# Lagoa, Algarve
Lagoa là một huyện thuộc tỉnh Faro, Bồ Đào Nha. Huyện này có diện tích 89 km², dân số thời điểm năm 2001 là 20651 người.